# In Too Deep (The 39 Clues)
In Too Deep (Brasil: Nas Profundezas ) é o sexto livro da série The 39 clues. Foi escrito por Jude Watson e foi publicado nos Estados Unidos pela Scholastic, e no Brasil pela Editora Ática em 2010.

## Sinopse
O que Hope e Arthur foram fazer na Austrália? Esta é a pergunta que Amy e Dan querem responder. Com a ajuda do primo Shepard, os irmãos Cahill viajavam pela Austrália e descobrem que os pais estavam mais envolvidos na caça às pistas do que imaginavam. Nesta jornada, Amy recupera lembranças que julgava enterradas para sempre. Lembranças terríveis, que ela não consegue partilhar nem mesmo com Dan. No pacifico sul, os animais mais perigosos do mundo serão o menor dos problemas de Amy e Dan. Com tantos segredos em jogo, está cada vez mais difícil distinguir amigos de inimigos. E para um dos competidores isso será fatal.

## Enredo
Amy e Dan viajam para a Austrália, tentando descobrir mais sobre os pais, mortos em um incêndio sete anos antes. Ao saírem do aeroporto de Sydney, Amy tem o Colar de Jade, que pertencia a Grace, roubado por Isabel Kabra, mãe de Ian e Natalie.
Dan insiste em fazer uma visita ao Museu da Justiça e da Polícia, onde Amy é encurralada por Isabel. Lá, Isabel rouba uma foto de Bob Troppo, que tentou matar Mark Twain. Depois, vão procurar o seu "primo" Shepard, primo do pai deles. Shep os leva para conhecer os seus amigos de surf. Quando, na praia, os Holt aparecem vestindo roupas de banho amarelas. Resumindo eles escapam com a ajuda dos amigos de Shep.
Ao voltarem para a casa de Shep, Nellie recebe uma ligação de Ian Kabra, que queria que Amy o encotrasse nos mercados de The Rocks, perto do cais Circular, para Isabel contar a ela, que algúem assinou os pais deles. Amy vai ao encontro, e acaba encontrando Irina Spasky. Irina a deixa ir após conversarem por cerca de vinte minutos, dando um aviso, de que "A mentira vai parecer verdade". No final das contas, Isabel diz que Irina havia matado os pais deles, e pede que Dan e ela se juntem aos Lucian. Ao recusar a proposta, Amy por um triz não virou comida de tubarão. Hamilton Holt a salvara.
Ao retornar a casa de Shep, os irmãos Cahill convencem o primo a levarem eles de avião para os mesmos lugares onde os pais foram quando estavam na Austrália. Durante a noite, Amy descobre uma coisa importante. Na noite do incêndio, ela estava acordada na cama, lendo quando ouviu vozes desconhecidas na sala. Ela desce as escadas e Isabel Kabra a pega no colo perguntando da onde viera aquela camisolinha cheia de ursinhos. Amy a corrige, dizendo que eram coalas. Ela traíra os próprios pais.
Coober Pedy, Adelaide, Darwin, cidades visitadas por Hope e Arthur na Austrália. Amy e Dan vão também para Coober Pedy. E lá, Dan quase morre de asma num buraco, onde Isabel "deixa cair" aranhas e a Taipan. A cobra mais venenosa do mundo. Mas eles escapam.
Eles descobrem muitas coisas. A primeira, é de Amelia Earhart ser uma Cahill, ou pior ainda, uma Madrigal. A outra, é de que Bob Troppo era Robert Cahill Henderson. A terceira. Robert Cahill Handerson encomendava ingredientes para o seu laboratório no Krakatoa. A ultima. Ele sobreviveu a implosões no mesmo vulcão, seguidas por tsunamis imensos que mataram 36 mil pessoas.
E eles descobriram que deveriam ir para a Indonésia. Mas Isabel queria impedir. E Irina quase conseguiu. O avião estava pronto para decolar em Darwin, quando os seguranças o deteve. Mas... ...Shep deu as documentações para Nellie, que os levou para Jacarta. E isso começou as suspeitas dos irmãos sobe Nellie. Sobre como ela podia ser mais que uma au pair. Ela podia pilotar aviões. Ela recebera uma ligação na Rússia para " reportar a situação". O que mais ela poderia fazer?
E foi que os fez ver os e-mails de Nellie no hotel, no meio da manhã. Apesar de Dan ainda estar com raiva por Amy não ter dito que os pais deles haviam sido assassinados. Encontraram e-mails do pai dela e de uma tal de clashgrrl, e esses estavam protegidos por senha.
Apesar do Krakatoa estar "fechado", eles foram verificar o vulcão. Mas não encontraram nada na ida. Na volta, o barco que eles tomaram, precisava fazer uma entrega nas Mil Ilhas. Lá encontraram Alistair Oh. Alistair os mostrou uma poesia escrita por Henderson. Nenhum deles entendeu nada. Nellie ligou e disse que de manhã estaria lá para busca-los. No meio da noite, Isabel Kabra começou um incêndio na casa em que Alistair e as crianças dormiam. Isso quase causou a morte deles.
Irina Spasky os salvou. E morreu.
Mas Amy tivera um sonho, como o que tinha revelado para ela o que ela tinha feito na noite da morte dos pais. Ela vira Alistair. Alistair pegando alguma coisa de um livro. O poema. E por isso que Hope correu para dentro da casa em chamas. Para salvar Arthur. Que estava procurando o poema. Isabel poderia ter começado o incêndio, pensara Amy, mas Alistair não contara para Hope e Arthur que pegara o poema. Alistair era tão culpado quanto Isabel.
Durante o incêndio, na praia, alguém roubara o poema. E olhando para a água, Dan descobriu a charada do poema. Descobriu a próxima pista. Henderson só falava de uma coisa durante todo o poema. Ele só falava da água. Ele só falava da pista. Água.
Amy e Dan entraram na busca por Grace. Agora, eles queriam justiça. Eles venceriam pelos seus pais. E, durante aquela noite, só eles tinha mais uma pista. Água.